# الألعاب الأولمبية الصيفية
الألعاب الأولمبية الصيفية هي حدث رياضي عالمي يقام كل 4 سنوات حيث بدأ عام 1896 وتتميز عن الألعاب الأولمبية الشتوية بأن جميع الألعاب التي يتم التنافس بها هي رياضات صيفية ويكون لكل منها رموز خاصة.

## جدول الميداليات في كافة الدورات
يتضمن الجدول التالي الدول العشر الأولى في ترتيب الميداليات حسب البيانات الرسمية التي توفرها اللجنة الأولمبية الدولية.
| الرقم | الدولة                 | الدورة الأولمبية | الذهبية | الفضية | البرونزية | الإجمالي |
| ----- | ---------------------- | ---------------- | ------- | ------ | --------- | -------- |
| 1     | الولايات المتحدة (USA) | 27               | 1022    | 794    | 704       | 2520     |
| 2     | الاتحاد السوفيتي (URS) | 9                | 395     | 319    | 296       | 1010     |
| 3     | بريطانيا العظمى (GBR)  | 28               | 263     | 295    | 289       | 847      |
| 4     | الصين (CHN)            | 10               | 227     | 164    | 152       | 543      |
| 5     | فرنسا (FRA)            | 28               | 212     | 241    | 260       | 713      |
| 6     | إيطاليا (ITA)          | 27               | 206     | 175    | 191       | 572      |
| 7     | ألمانيا (GER)          | 16               | 191     | 192    | 232       | 615      |
| 8     | المجر (HUN)            | 26               | 175     | 147    | 169       | 491      |
| 9     | ألمانيا الشرقية (GDR)  | 5                | 153     | 129    | 127       | 409      |
| 10    | روسيا (RUS)            | 6                | 149     | 136    | 161       | 446      |
| 11    | أستراليا (AUS)         | 26               | 147     | 163    | 187       | 497      |
| 12    | السويد (SWE)           | 27               | 145     | 170    | 179       | 494      |

## قائمة الألعاب الأولمبية
ثمة 42 لعبة رياضية تنقسم إلى 55 فئة مختلفة يعتمدها البرنامج الأولمبي. منها 28 رياضة ضمّت في الدورات الثلاث أولمبياد 2000 وأولمبياد 2004 وأولمبياد 2008. أما في أولمبياد 2012 فقد شطبت لعبة البيسبول والكرة اللينة فتبقى 26 لعبة.
تجتمع العديد من الاتحادات الرياضية الأولمبية تحت مظلة جمعية مشتركة تعرف بـرابطة الاتحادات الدولية للألعاب الأولمبية.
| الرياضة                                | السنوات                   |
| -------------------------------------- | ------------------------- |
| النبالة                                | 1900–1908، 1920، منذ 1972 |
| ألعاب القوى                            | جميع الدورات              |
| الريشة الطائرة                         | منذ 1992                  |
| البيسبول                               | 1992–2008، منذ 2020       |
| كرة السلة في الألعاب الأولمبية الصيفية | منذ 1936                  |
| كرة الباسك                             | 1900                      |
| الملاكمة                               | 1904، 1908، منذ 1920      |
| التجديف                                | منذ 1936                  |
| الكروكيت                               | 1900                      |
| التسلق                                 | 2020 (جديدة)              |
| الكروكيه                               | 1900                      |
| ركوب الدراجات                          | جميع الدورات              |
| الغطس                                  | منذ 1904                  |
| الفروسية                               | 1900، منذ 1912            |
| الفروسية                               | جميع الدورات              |
| كرة القدم                              | 1900–1928، منذ 1936       |
| الغولف                                 | 1900، 1904، منذ 2016      |
| الجمباز                                |                           |
| كرة اليد                               | 1936، منذ 1972            |
| هوكي الحقل (field)                     | 1908، 1920، منذ 1928      |
| التنس                                  | 1908                      |
| الجودو                                 | 1964، منذ 1972            |
| الكاراتيه                              | 2020 (جديدة)              |
| لاكروس                                 | 1904، 1908                |
| الخماسي الحديث                         | منذ 1912                  |

| الرياضة           | السنوات                         |
| ----------------- | ------------------------------- |
| البولو            | 1900، 1908، 1920، 1924، 1936    |
| لعبة الراح        | 1908                            |
| الجمباز الإيقاعي  | منذ 1984                        |
| روك (رياضة)       | 1904                            |
| التجديف           | منذ 1900                        |
| اتحاد الرغبي      | 1900، 1908، 1920، 1924          |
| سباعيات الرغبي    | منذ 2016                        |
| الإبحار           | 1900، منذ 1908                  |
| الرماية           | 1896، 1900 ،1908–1924، منذ 1932 |
| التزلج على اللوح  | 2020 (جديدة)                    |
| الكرة اللينة      | 1996–2008، منذ 2020             |
| ركوب الأمواج      | 2020                            |
| السباحة           | جميع الدورات                    |
| السباحة المتزامنة | منذ 1984                        |
| تنس الطاولة       | منذ 1988                        |
| تايكوندو          | منذ 2000                        |
| التنس الأولمبي    | 1896–1924، منذ 1988             |
| الترامبولين       | منذ 2000                        |
| السباق الثلاثي    | منذ 2000                        |
| شد الحبل          | 1900–1920                       |
| الكرة الطائرة     | منذ 1964                        |
| سباق القوارب      | 1908                            |
| كرة الماء         | منذ 1900                        |
| رفع الأثقال       | 1896, 1904، منذ 1920            |
| المصارعة          | 1896، منذ 1904                  |

### شعبية الرياضات الأولمبية
تقسم الألعاب الأولمبية الصيفية حسب شعبيتها إلى خمس فئات (A-E)، وللقياس تستخدم ست فئات هي: نسبة المشاهدة التلفزيونية (40%)، من خلال الإنترنت (20%)، الدراسات الاستقصائية العام (15%)، مبيعات التذاكر(10%)، التغطية الصحفية (10%)، عدد الاتحادات الرياضية الوطنية (5%). تحدد الفئة الأخيرة حصة الاتحاد الدولي من عوائد.
الألعاب الأولمبية الجديدة التي أضيفت إلى أولمبياد ريو 2016 فهي الرغبي والغولف وقد صنّفت من الفئة E.
الفئات الحالية هي:
| الفئة | العدد | الرياضة                                                                                             |
| ----- | ----- | --------------------------------------------------------------------------------------------------- |
| A     | 3     | ألعاب القوى، والرياضات المائية، والجمباز                                                            |
| B     | 5     | كرة السلة، الكرة الطائرة، التنس، كرة القدم، الدراجات                                                |
| C     | 8     | الرماية، وتنس الريشة، والملاكمة، والجودو، والتجديف، والرماية، وتنس الطاولة، ورفع الاثقال            |
| D     | 9     | الزورق / التجديف، الفروسية، المبارزة، كرة اليد، الهوكي، والإبحار، التايكوندو، الترياتلون، والمصارعة |
| E     | 3     | الخماسي الحديث، الرغبي، الغولف                                                                      |

## قائمة دورات الألعاب الأولمبية الصيفية
| الدورة                         | السنة | الدولة المستضيفة                                                             | افتتحها                                                                      | التواريخ                                                                     | عدد الدول المشاركة                                                           | المنافسون                                                                    | المنافسون                                                                    | المنافسون                                                                    | عدد الألعاب                                                                  | التخصصات                                                                     | المنافسات                                                                    | أكثر دولة في الميداليات                                                      | مراجع                                                                        |
| الدورة                         | السنة | الدولة المستضيفة                                                             | افتتحها                                                                      | التواريخ                                                                     | عدد الدول المشاركة                                                           | إجمالي اللاعبين                                                              | الرجال                                                                       | السيدات                                                                      | عدد الألعاب                                                                  | التخصصات                                                                     | المنافسات                                                                    | أكثر دولة في الميداليات                                                      | مراجع                                                                        |
| ------------------------------ | ----- | ---------------------------------------------------------------------------- | ---------------------------------------------------------------------------- | ---------------------------------------------------------------------------- | ---------------------------------------------------------------------------- | ---------------------------------------------------------------------------- | ---------------------------------------------------------------------------- | ---------------------------------------------------------------------------- | ---------------------------------------------------------------------------- | ---------------------------------------------------------------------------- | ---------------------------------------------------------------------------- | ---------------------------------------------------------------------------- | ---------------------------------------------------------------------------- |
| الألعاب الأولمبية الصيفية 1896 | 1896  | أثينا، مملكة اليونان                                                         | جورج الأول ملك اليونان                                                       | 6–15 نيسان (أبريل)                                                           | 14                                                                           | 241                                                                          | 241                                                                          | 0                                                                            | 9                                                                            | 10                                                                           | 43                                                                           | الولايات المتحدة (USA)                                                       |                                                                              |
| الألعاب الأولمبية الصيفية 1900 | 1900  | باريس، الجمهورية الفرنسية الثالثة                                            | N/A                                                                          | 14 أيار (مايو) – 28 تشرين الأول (أكتوبر)                                     | 24                                                                           | 997                                                                          | 975                                                                          | 22                                                                           | 19                                                                           | 20                                                                           | 85A[›]                                                                       | فرنسا (FRA)                                                                  |                                                                              |
| الألعاب الأولمبية الصيفية 1904 | 1904  | سانت لويس (ميزوري)، الولايات المتحدة                                         | ديفيد آر. فرانسيس                                                            | 1 تموز (يوليو) – 23 تشرين الثاني (نوفمبر)                                    | 12                                                                           | 651                                                                          | 645                                                                          | 6                                                                            | 16                                                                           | 17                                                                           | 94B[›]                                                                       | الولايات المتحدة (USA)                                                       |                                                                              |
| الألعاب الأولمبية الصيفية 1908 | 1908  | لندن، المملكة المتحدة لبريطانيا العظمى وأيرلندا                              | إدوارد السابع ملك المملكة المتحدة                                            | 27 نيسان (أبريل) – 31 تشرين الأول (أكتوبر)                                   | 22                                                                           | 2008                                                                         | 1971                                                                         | 37                                                                           | 22                                                                           | 25                                                                           | 110                                                                          | بريطانيا العظمى (GBR)                                                        |                                                                              |
| الألعاب الأولمبية الصيفية 1912 | 1912  | ستوكهولم، السويد                                                             | غوستاف الخامس ملك السويد                                                     | 6–22 July                                                                    | 28                                                                           | 2407                                                                         | 2359                                                                         | 48                                                                           | 14                                                                           | 18                                                                           | 102                                                                          | الولايات المتحدة (USA)                                                       |                                                                              |
| الألعاب الأولمبية الصيفية 1916 | 1916  | منحت إلى برلين، ألغيت بسبب الحرب العالمية الأولى                             | منحت إلى برلين، ألغيت بسبب الحرب العالمية الأولى                             | منحت إلى برلين، ألغيت بسبب الحرب العالمية الأولى                             | منحت إلى برلين، ألغيت بسبب الحرب العالمية الأولى                             | منحت إلى برلين، ألغيت بسبب الحرب العالمية الأولى                             | منحت إلى برلين، ألغيت بسبب الحرب العالمية الأولى                             | منحت إلى برلين، ألغيت بسبب الحرب العالمية الأولى                             | منحت إلى برلين، ألغيت بسبب الحرب العالمية الأولى                             | منحت إلى برلين، ألغيت بسبب الحرب العالمية الأولى                             | منحت إلى برلين، ألغيت بسبب الحرب العالمية الأولى                             | منحت إلى برلين، ألغيت بسبب الحرب العالمية الأولى                             | منحت إلى برلين، ألغيت بسبب الحرب العالمية الأولى                             |
| الألعاب الأولمبية الصيفية 1920 | 1920  | أنتويرب، بلجيكا                                                              | ألبرت الأول ملك بلجيكا                                                       | 20 نيسان (أبريل) – 12 أيلول (سبتمبر)                                         | 29                                                                           | 2626                                                                         | 2561                                                                         | 65                                                                           | 22                                                                           | 29                                                                           | 156C[›]                                                                      | الولايات المتحدة (USA)                                                       |                                                                              |
| الألعاب الأولمبية الصيفية 1924 | 1924  | باريس، الجمهورية الفرنسية الثالثة                                            | غاستون دومرغ                                                                 | 4 أيار (مايو) – 27 July                                                      | 44                                                                           | 3089                                                                         | 2954                                                                         | 135                                                                          | 17                                                                           | 23                                                                           | 126                                                                          | الولايات المتحدة (USA)                                                       |                                                                              |
| الألعاب الأولمبية الصيفية 1928 | 1928  | أمستردام، هولندا                                                             | الأمير هنري، دوق مكلينبيرغ-شفيرين                                            | 28 تموز (يوليو) – 12 آب (أغسطس)                                              | 46                                                                           | 2883                                                                         | 2606                                                                         | 277                                                                          | 14                                                                           | 20                                                                           | 109                                                                          | الولايات المتحدة (USA)                                                       |                                                                              |
| الألعاب الأولمبية الصيفية 1932 | 1932  | لوس أنجلوس، الولايات المتحدة                                                 | تشارلز كورتيس                                                                | 30 تموز (يوليو) – 14 آب (أغسطس)                                              | 37                                                                           | 1332                                                                         | 1206                                                                         | 126                                                                          | 14                                                                           | 20                                                                           | 117                                                                          | الولايات المتحدة (USA)                                                       |                                                                              |
| الألعاب الأولمبية الصيفية 1936 | 1936  | برلين، ألمانيا النازية                                                       | أدولف هتلر                                                                   | 1–16 آب (أغسطس)                                                              | 49                                                                           | 3963                                                                         | 3632                                                                         | 331                                                                          | 19                                                                           | 25                                                                           | 129                                                                          | ألمانيا (GER)                                                                |                                                                              |
| الألعاب الأولمبية الصيفية 1940 | 1940  | منحت بالأصل إلى طوكيو، ثم سُلّمت إلى هلسنكي، ألغيت بسبب الحرب العالمية الثانية | منحت بالأصل إلى طوكيو، ثم سُلّمت إلى هلسنكي، ألغيت بسبب الحرب العالمية الثانية | منحت بالأصل إلى طوكيو، ثم سُلّمت إلى هلسنكي، ألغيت بسبب الحرب العالمية الثانية | منحت بالأصل إلى طوكيو، ثم سُلّمت إلى هلسنكي، ألغيت بسبب الحرب العالمية الثانية | منحت بالأصل إلى طوكيو، ثم سُلّمت إلى هلسنكي، ألغيت بسبب الحرب العالمية الثانية | منحت بالأصل إلى طوكيو، ثم سُلّمت إلى هلسنكي، ألغيت بسبب الحرب العالمية الثانية | منحت بالأصل إلى طوكيو، ثم سُلّمت إلى هلسنكي، ألغيت بسبب الحرب العالمية الثانية | منحت بالأصل إلى طوكيو، ثم سُلّمت إلى هلسنكي، ألغيت بسبب الحرب العالمية الثانية | منحت بالأصل إلى طوكيو، ثم سُلّمت إلى هلسنكي، ألغيت بسبب الحرب العالمية الثانية | منحت بالأصل إلى طوكيو، ثم سُلّمت إلى هلسنكي، ألغيت بسبب الحرب العالمية الثانية | منحت بالأصل إلى طوكيو، ثم سُلّمت إلى هلسنكي، ألغيت بسبب الحرب العالمية الثانية | منحت بالأصل إلى طوكيو، ثم سُلّمت إلى هلسنكي، ألغيت بسبب الحرب العالمية الثانية |
| الألعاب الأولمبية الصيفية 1944 | 1944  | منحت إلى لندن، ألغيت بسبب الحرب العالمية الثانية                             | منحت إلى لندن، ألغيت بسبب الحرب العالمية الثانية                             | منحت إلى لندن، ألغيت بسبب الحرب العالمية الثانية                             | منحت إلى لندن، ألغيت بسبب الحرب العالمية الثانية                             | منحت إلى لندن، ألغيت بسبب الحرب العالمية الثانية                             | منحت إلى لندن، ألغيت بسبب الحرب العالمية الثانية                             | منحت إلى لندن، ألغيت بسبب الحرب العالمية الثانية                             | منحت إلى لندن، ألغيت بسبب الحرب العالمية الثانية                             | منحت إلى لندن، ألغيت بسبب الحرب العالمية الثانية                             | منحت إلى لندن، ألغيت بسبب الحرب العالمية الثانية                             | منحت إلى لندن، ألغيت بسبب الحرب العالمية الثانية                             | منحت إلى لندن، ألغيت بسبب الحرب العالمية الثانية                             |
| الألعاب الأولمبية الصيفية 1948 | 1948  | لندن، المملكة المتحدة                                                        | جورج السادس ملك المملكة المتحدة                                              | 29 تموز (يوليو) – 14 آب (أغسطس)                                              | 59                                                                           | 4104                                                                         | 3714                                                                         | 390                                                                          | 17                                                                           | 23                                                                           | 136                                                                          | الولايات المتحدة (USA)                                                       |                                                                              |
| الألعاب الأولمبية الصيفية 1952 | 1952  | هلسنكي، فنلندا                                                               | يوهو كوستي بآسيكيفي                                                          | 19 تموز (يوليو) – 3 آب (أغسطس)                                               | 69                                                                           | 4955                                                                         | 4436                                                                         | 519                                                                          | 17                                                                           | 23                                                                           | 149                                                                          | الولايات المتحدة (USA)                                                       |                                                                              |
| الألعاب الأولمبية الصيفية 1956 | 1956  | ملبورن، أستراليا                                                             | فيليب دوق إدنبرة                                                             | 22 تشرين الثاني (نوفمبر) – 8 كانون الأول (ديسمبر)                            | 72D[›]                                                                       | 3314                                                                         | 2938                                                                         | 376                                                                          | 17                                                                           | 23                                                                           | 151E[›]                                                                      | الاتحاد السوفيتي (URS)                                                       |                                                                              |
| الألعاب الأولمبية الصيفية 1960 | 1960  | روما، إيطاليا                                                                | جوفاني غرونكي                                                                | 25 آب (أغسطس) – 11 أيلول (سبتمبر)                                            | 83                                                                           | 5338                                                                         | 4727                                                                         | 611                                                                          | 17                                                                           | 23                                                                           | 150                                                                          | الاتحاد السوفيتي (URS)                                                       |                                                                              |
| الألعاب الأولمبية الصيفية 1964 | 1964  | طوكيو، اليابان                                                               | هيروهيتو                                                                     | 10–24 تشرين الأول (أكتوبر)                                                   | 93                                                                           | 5151                                                                         | 4473                                                                         | 678                                                                          | 19                                                                           | 25                                                                           | 163                                                                          | الولايات المتحدة (USA)                                                       |                                                                              |
| الألعاب الأولمبية الصيفية 1968 | 1968  | مدينة مكسيكو، المكسيك                                                        | غوستافو دياز أورداز                                                          | 12–27 تشرين الأول (أكتوبر)                                                   | 112                                                                          | 5516                                                                         | 4735                                                                         | 781                                                                          | 18                                                                           | 24                                                                           | 172                                                                          | الولايات المتحدة (USA)                                                       |                                                                              |
| الألعاب الأولمبية الصيفية 1972 | 1972  | ميونخ، ألمانيا الغربية                                                       | غوستاف هاينيمان                                                              | 26 آب (أغسطس) – 10 أيلول (سبتمبر)                                            | 121                                                                          | 7134                                                                         | 6075                                                                         | 1059                                                                         | 21                                                                           | 28                                                                           | 195                                                                          | الاتحاد السوفيتي (URS)                                                       |                                                                              |
| الألعاب الأولمبية الصيفية 1976 | 1976  | مونتريال، كندا                                                               | إليزابيث الثانية                                                             | 17 تموز (يوليو) – 1 آب (أغسطس)                                               | 92                                                                           | 6084                                                                         | 4824                                                                         | 1260                                                                         | 21                                                                           | 27                                                                           | 198                                                                          | الاتحاد السوفيتي (URS)                                                       |                                                                              |
| الألعاب الأولمبية الصيفية 1980 | 1980  | موسكو، الاتحاد السوفيتي                                                      | ليونيد بريجنيف                                                               | 19 تموز (يوليو) – 3 آب (أغسطس)                                               | 80                                                                           | 5179                                                                         | 4064                                                                         | 1115                                                                         | 21                                                                           | 27                                                                           | 203                                                                          | الاتحاد السوفيتي (URS)                                                       |                                                                              |
| الألعاب الأولمبية الصيفية 1984 | 1984  | لوس أنجلوس، الولايات المتحدة                                                 | رونالد ريغان                                                                 | 28 تموز (يوليو) – 12 آب (أغسطس)                                              | 140                                                                          | 6829                                                                         | 5263                                                                         | 1566                                                                         | 21                                                                           | 29                                                                           | 221                                                                          | الولايات المتحدة (USA)                                                       |                                                                              |
| الألعاب الأولمبية الصيفية 1988 | 1988  | سول، كوريا الجنوبية                                                          | روو تاي وو                                                                   | 17 أيلول (سبتمبر) – 2 تشرين الأول (أكتوبر)                                   | 159                                                                          | 8391                                                                         | 6197                                                                         | 2194                                                                         | 23                                                                           | 31                                                                           | 237                                                                          | الاتحاد السوفيتي (URS)                                                       |                                                                              |
| الألعاب الأولمبية الصيفية 1992 | 1992  | برشلونة، إسبانيا                                                             | خوان كارلوس الأول                                                            | 25 تموز (يوليو) – 9 آب (أغسطس)                                               | 169                                                                          | 9356                                                                         | 6652                                                                         | 2704                                                                         | 25                                                                           | 34                                                                           | 257                                                                          | الفريق الموحد (EUN)                                                          |                                                                              |
| الألعاب الأولمبية الصيفية 1996 | 1996  | أتلانتا (جورجيا)، الولايات المتحدة                                           | بيل كلينتون                                                                  | 19 تموز (يوليو) – 4 آب (أغسطس)                                               | 197                                                                          | 10318                                                                        | 6806                                                                         | 3512                                                                         | 26                                                                           | 37                                                                           | 271                                                                          | الولايات المتحدة (USA)                                                       |                                                                              |
| الألعاب الأولمبية الصيفية 2000 | 2000  | سيدني، أستراليا                                                              | الحاكم العام السير ويليام دين                                                | 15 أيلول (سبتمبر) – 1 تشرين الأول (أكتوبر)                                   | 199                                                                          | 10651                                                                        | 6582                                                                         | 4069                                                                         | 28                                                                           | 40                                                                           | 300                                                                          | الولايات المتحدة (USA)                                                       |                                                                              |
| الألعاب الأولمبية الصيفية 2004 | 2004  | أثينا، اليونان                                                               | كونستانتينوس ستيفانوبولوس                                                    | 13–29 آب (أغسطس)                                                             | 201                                                                          | 10625                                                                        | 6296                                                                         | 4329                                                                         | 28                                                                           | 40                                                                           | 301                                                                          | الولايات المتحدة (USA)                                                       |                                                                              |
| الألعاب الأولمبية الصيفية 2008 | 2008  | بكين، الصين                                                                  | هو جينتاو                                                                    | 8–24 آب (أغسطس)                                                              | 204                                                                          | 10942                                                                        | 6305                                                                         | 4637                                                                         | 28                                                                           | 41                                                                           | 302                                                                          | الصين (CHN)                                                                  |                                                                              |
| الألعاب الأولمبية الصيفية 2012 | 2012  | لندن، المملكة المتحدة                                                        | إليزابيث الثانية                                                             | 27 تموز (يوليو) – 12 آب (أغسطس)                                              | 204                                                                          | 10568                                                                        | 5792                                                                         | 4776                                                                         | 26                                                                           | 39                                                                           | 302                                                                          | الولايات المتحدة (USA)                                                       |                                                                              |
| الألعاب الأولمبية الصيفية 2016 | 2016  | ريو دي جانيرو، البرازيل                                                      | ميشال تامر                                                                   | 5–21 آب (أغسطس)                                                              | 205                                                                          | 11551                                                                        |                                                                              |                                                                              | 28                                                                           | 41                                                                           | 306                                                                          | الولايات المتحدة (USA)                                                       |                                                                              |
| الألعاب الأولمبية الصيفية 2020 | 2020  | طوكيو، اليابان                                                               |                                                                              | 24 تموز (يوليو) – 9 آب (أغسطس)                                               | 206                                                                          |                                                                              |                                                                              |                                                                              | 33                                                                           | 47                                                                           | 324                                                                          | الولايات المتحدة الأمريكية                                                   | [29]                                                                         |
| الألعاب الأولمبية الصيفية 2024 | 2024  | باريس، فرنسا                                                                 | ماكرون                                                                       | 30 تموز-10 اغسطس                                                             | حدث مستقبلي                                                                  | حدث مستقبلي                                                                  | حدث مستقبلي                                                                  | حدث مستقبلي                                                                  | حدث مستقبلي                                                                  | حدث مستقبلي                                                                  | حدث مستقبلي                                                                  | حدث مستقبلي                                                                  | حدث مستقبلي                                                                  |
| الألعاب الأولمبية الصيفية 2028 | 2028  | لوس أنجلوس، الولايات المتحدة                                                 |                                                                              |                                                                              | حدث مستقبلي                                                                  | حدث مستقبلي                                                                  | حدث مستقبلي                                                                  | حدث مستقبلي                                                                  | حدث مستقبلي                                                                  | حدث مستقبلي                                                                  | حدث مستقبلي                                                                  | حدث مستقبلي                                                                  | حدث مستقبلي                                                                  |

^ A: The IOC site for the 1900 Olympic Games gives erroneous figure of 95 events, while the IOC database for the 1900 Olympic Games lists 85. Probably this discrepancy in IOC data is consequence that the figure 95 just derived from the "1900 Olympic Games — Analysis and Summaries" publication of Bill Mallon, who used his own determination of which sports and events should be considered as Olympic.

^ B: The IOC site for the 1904 Olympic Games gives erroneous figure of 91 events, while the IOC database for the 1904 Olympic Games lists 94. Probably this discrepancy in IOC data is consequence that the figure 91 just derived from the "1904 Olympic Games — Analysis and Summaries" publication of Bill Mallon, who used his own determination of which sports and events should be considered as Olympic.

^ C: The IOC site for the 1920 Olympic Games gives erroneous figure of 154 events, while the IOC database for the 1920 Olympic Games lists 156.

^ D: Owing to Australian quarantine laws, 6 الفروسية في الألعاب الأولمبية الصيفية 1956 ‏ were held in ستوكهولم several months before the rest of the 1956 Games in Melbourne, 5 nations from 72 competed in the equestrian events in Stockholm, but did not attend the Games in Melbourne.

^ E: The IOC site for the 1956 Olympic Games gives total of 151 events (145 events in Melbourne and 6 equestrian events in Stockholm).

"ملاحظة: على الرغم من أن الألمبياد أعوام 1916، 1940 ، 1944 ألغي، لا تزال الأرقام الرومانية مستخدمة لترقيم هذه الدورات لأن الترقيم يكون للأولمبياد نفسه وليس للألعاب، وذلك حسب ميثاق الألعاب الأولمبية. وهذا يخالف دورات الألعاب الأولمبية الشتوية حيث ألغي الترقيم في الدورات الشتوية 1940 و1944.